# Eleições autárquicas portuguesas de 1989 no distrito de Vila Real
| Eleições autárquicas portuguesas de 1989 Distritos: Aveiro \| Beja \| Braga \| Bragança \| Castelo Branco \| Coimbra \| Évora \| Faro \| Guarda \| Leiria \| Lisboa \| Portalegre \| Porto \| Santarém \| Setúbal \| Viana do Castelo \| Vila Real \| Viseu \| Açores \| Madeira |

## Resultados por concelho
Os resultados nos concelhos do distrito de Vila Real foram os seguintes:

### Alijó
| Partido                 | Partido                        | Votos  | %               | +/-   | Vereadores | +/-     |
| ----------------------- | ------------------------------ | ------ | --------------- | ----- | ---------- | ------- |
|                         | Partido Social Democrata       | 4 723  | 48,10 / 100,00  | 0,37  | 4 / 7      | Estável |
|                         | Partido Socialista             | 4 177  | 42,54 / 100,00  | 28,90 | 3 / 7      | 2       |
|                         | Coligação Democrática Unitária | 426    | 4,34 / 100,00   | 1,49  | 0 / 7      | Estável |
| Votos Inválidos         | Votos Inválidos                | 493    | 5,02 / 100,00   | 0,66  |            |         |
| Total                   | Total                          | 9 819  | 100,00 / 100,00 |       | 7 / 7      |         |
| Eleitorado/Participação | Eleitorado/Participação        | 14 229 | 69,01 / 100,00  | 3,82  |            |         |

### Boticas
| Partido                 | Partido                        | Votos | %               | +/-  | Vereadores | +/-     |
| ----------------------- | ------------------------------ | ----- | --------------- | ---- | ---------- | ------- |
|                         | Partido Social Democrata       | 2 657 | 55,39 / 100,00  | 2,00 | 3 / 5      | Estável |
|                         | Partido Socialista             | 1 768 | 36,86 / 100,00  | 7,28 | 2 / 5      | Estável |
|                         | Coligação Democrática Unitária | 150   | 3,13 / 100,00   | 1,83 | 0 / 5      | Estável |
| Votos Inválidos         | Votos Inválidos                | 222   | 4,63 / 100,00   | 0,03 |            |         |
| Total                   | Total                          | 4 797 | 100,00 / 100,00 |      | 5 / 5      |         |
| Eleitorado/Participação | Eleitorado/Participação        | 7 275 | 65,94 / 100,00  | 0,60 |            |         |

### Chaves
| Partido                 | Partido                        | Votos  | %               | +/-   | Vereadores | +/-     |
| ----------------------- | ------------------------------ | ------ | --------------- | ----- | ---------- | ------- |
|                         | Partido Socialista             | 11 905 | 47,74 / 100,00  | 33,01 | 4 / 7      | 3       |
|                         | Partido Social Democrata       | 10 882 | 43,64 / 100,00  | 20,31 | 3 / 7      | 3       |
|                         | Centro Democrático Social      | 724    | 2,90 / 100,00   | 5,78  | 0 / 7      | Estável |
|                         | Coligação Democrática Unitária | 494    | 1,98 / 100,00   | 5,25  | 0 / 7      | Estável |
| Votos Inválidos         | Votos Inválidos                | 933    | 3,74 / 100,00   | 0,82  |            |         |
| Total                   | Total                          | 24 938 | 100,00 / 100,00 |       | 7 / 7      |         |
| Eleitorado/Participação | Eleitorado/Participação        | 40 086 | 62,21 / 100,00  | 3,87  |            |         |

### Mesão Frio
| Partido                 | Partido                        | Votos | %               | +/-   | Vereadores | +/-     |
| ----------------------- | ------------------------------ | ----- | --------------- | ----- | ---------- | ------- |
|                         | Partido Social Democrata       | 1 351 | 39,82 / 100,00  | 20,08 | 2 / 5      | 1       |
|                         | Partido Socialista             | 1 342 | 39,55 / 100,00  | 5,27  | 2 / 5      | Estável |
|                         | Partido Popular Monárquico     | 514   | 15,15 / 100,00  | -     | 1 / 5      | -       |
|                         | Coligação Democrática Unitária | 50    | 1,47 / 100,00   | 0,09  | 0 / 5      | Estável |
| Votos Inválidos         | Votos Inválidos                | 136   | 3,01 / 100,00   | 1,25  |            |         |
| Total                   | Total                          | 3 393 | 100,00 / 100,00 |       | 5 / 5      |         |
| Eleitorado/Participação | Eleitorado/Participação        | 4 499 | 75,42 / 100,00  | 4,47  |            |         |

### Mondim de Basto
| Partido                 | Partido                        | Votos | %               | +/-   | Vereadores | +/-     |
| ----------------------- | ------------------------------ | ----- | --------------- | ----- | ---------- | ------- |
|                         | Centro Democrático Social      | 2 469 | 48,04 / 100,00  | 16,79 | 3 / 5      | 1       |
|                         | Partido Social Democrata       | 1 932 | 37,59 / 100,00  | 22,26 | 2 / 5      | 1       |
|                         | Partido Socialista             | 492   | 9,57 / 100,00   | 1,70  | 0 / 5      | Estável |
|                         | Coligação Democrática Unitária | 64    | 1,25 / 100,00   | 2,90  | 0 / 5      | Estável |
|                         | PCTP/MRPP                      | 28    | 0,54 / 100,00   | 0,31  | 0 / 5      | Estável |
| Votos Inválidos         | Votos Inválidos                | 155   | 3,01 / 100,00   | 0,56  |            |         |
| Total                   | Total                          | 5 140 | 100,00 / 100,00 |       | 5 / 5      |         |
| Eleitorado/Participação | Eleitorado/Participação        | 7 403 | 69,43 / 100,00  | 1,33  |            |         |

### Montalegre
| Partido                 | Partido                        | Votos  | %               | +/-  | Vereadores | +/-     |
| ----------------------- | ------------------------------ | ------ | --------------- | ---- | ---------- | ------- |
|                         | Partido Socialista             | 4 654  | 47,11 / 100,00  | 5,49 | 4 / 7      | 1       |
|                         | Partido Social Democrata       | 4 276  | 43,28 / 100,00  | 2,40 | 3 / 7      | 1       |
|                         | Centro Democrático Social      | 402    | 4,07 / 100,00   | 1,80 | 0 / 7      | Estável |
|                         | Coligação Democrática Unitária | 171    | 1,73 / 100,00   | 0,36 | 0 / 7      | Estável |
| Votos Inválidos         | Votos Inválidos                | 376    | 3,81 / 100,00   | 0,93 |            |         |
| Total                   | Total                          | 9 879  | 100,00 / 100,00 |      | 7 / 7      |         |
| Eleitorado/Participação | Eleitorado/Participação        | 15 134 | 65,28 / 100,00  | 1,35 |            |         |

### Murça
| Partido                 | Partido                        | Votos | %               | +/-   | Vereadores | +/-     |
| ----------------------- | ------------------------------ | ----- | --------------- | ----- | ---------- | ------- |
|                         | Partido Social Democrata       | 2 225 | 45,86 / 100,00  | 13,56 | 3 / 5      | Estável |
|                         | Partido Socialista             | 1 223 | 25,21 / 100,00  | 22,12 | 1 / 5      | 1       |
|                         | Centro Democrático Social      | 1 131 | 23,31 / 100,00  | 6,64  | 1 / 5      | 1       |
|                         | Coligação Democrática Unitária | 83    | 1,71 / 100,00   | 1,90  | 0 / 5      | Estável |
| Votos Inválidos         | Votos Inválidos                | 190   | 3,92 / 100,00   | 0,01  |            |         |
| Total                   | Total                          | 4 852 | 100,00 / 100,00 |       | 5 / 5      |         |
| Eleitorado/Participação | Eleitorado/Participação        | 7 081 | 68,52 / 100,00  | 4,16  |            |         |

### Peso da Régua
| Partido                 | Partido                        | Votos  | %               | +/-   | Vereadores | +/-     |
| ----------------------- | ------------------------------ | ------ | --------------- | ----- | ---------- | ------- |
|                         | Partido Social Democrata       | 4 927  | 42,54 / 100,00  | 0,82  | 3 / 7      | Estável |
|                         | Partido Socialista             | 3 879  | 33,49 / 100,00  | 15,66 | 3 / 7      | 1       |
|                         | Centro Democrático Social      | 2 189  | 18,90 / 100,00  | -     | 1 / 7      | -       |
|                         | Coligação Democrática Unitária | 238    | 2,05 / 100,00   | 1,95  | 0 / 7      | Estável |
| Votos Inválidos         | Votos Inválidos                | 350    | 3,02 / 100,00   | 0,46  |            |         |
| Total                   | Total                          | 11 583 | 100,00 / 100,00 |       | 7 / 7      |         |
| Eleitorado/Participação | Eleitorado/Participação        | 16 879 | 68,62 / 100,00  | 2,38  |            |         |

### Ribeira de Pena
| Partido                 | Partido                        | Votos | %               | +/-   | Vereadores | +/-     |
| ----------------------- | ------------------------------ | ----- | --------------- | ----- | ---------- | ------- |
|                         | Partido Social Democrata       | 2 188 | 49,80 / 100,00  | 5,08  | 3 / 5      | Estável |
|                         | Partido Socialista             | 1 771 | 40,30 / 100,00  | 15,16 | 2 / 5      | 1       |
|                         | Coligação Democrática Unitária | 219   | 4,98 / 100,00   | 3,28  | 0 / 5      | Estável |
| Votos Inválidos         | Votos Inválidos                | 216   | 4,91 / 100,00   | 0,85  |            |         |
| Total                   | Total                          | 4 394 | 100,00 / 100,00 |       | 5 / 5      |         |
| Eleitorado/Participação | Eleitorado/Participação        | 7 451 | 58,97 / 100,00  | 0,15  |            |         |

### Sabrosa
| Partido                 | Partido                        | Votos | %               | +/-  | Vereadores | +/-     |
| ----------------------- | ------------------------------ | ----- | --------------- | ---- | ---------- | ------- |
|                         | Partido Socialista             | 2 498 | 49,05 / 100,00  | 8,97 | 3 / 5      | 1       |
|                         | Partido Social Democrata       | 2 287 | 44,90 / 100,00  | 6,51 | 2 / 5      | 1       |
|                         | Coligação Democrática Unitária | 101   | 1,98 / 100,00   | 2,03 | 0 / 5      | Estável |
| Votos Inválidos         | Votos Inválidos                | 207   | 4,06 / 100,00   | 0,43 |            |         |
| Total                   | Total                          | 5 093 | 100,00 / 100,00 |      | 5 / 5      |         |
| Eleitorado/Participação | Eleitorado/Participação        | 6 928 | 73,51 / 100,00  | 1,09 |            |         |

### Santa Marta de Penaguião
| Partido                 | Partido                        | Votos | %               | +/-   | Vereadores | +/-     |
| ----------------------- | ------------------------------ | ----- | --------------- | ----- | ---------- | ------- |
|                         | Partido Socialista             | 3 709 | 58,26 / 100,00  | 16,17 | 3 / 5      | Estável |
|                         | Partido Social Democrata       | 2 414 | 37,92 / 100,00  | 3,00  | 2 / 5      | Estável |
|                         | Coligação Democrática Unitária | 76    | 1,19 / 100,00   | 0,49  | 0 / 5      | Estável |
| Votos Inválidos         | Votos Inválidos                | 167   | 2,63 / 100,00   | 1,05  |            |         |
| Total                   | Total                          | 6 366 | 100,00 / 100,00 |       | 5 / 5      |         |
| Eleitorado/Participação | Eleitorado/Participação        | 8 504 | 74,86 / 100,00  | 0,66  |            |         |

### Valpaços
| Partido                 | Partido                        | Votos  | %               | +/-   | Vereadores | +/-     |
| ----------------------- | ------------------------------ | ------ | --------------- | ----- | ---------- | ------- |
|                         | Partido Social Democrata       | 7 787  | 59,45 / 100,00  | 9,84  | 5 / 7      | 1       |
|                         | Partido Socialista             | 2 686  | 20,51 / 100,00  | 9,67  | 1 / 7      | 1       |
|                         | Centro Democrático Social      | 1 693  | 12,93 / 100,00  | 21,04 | 1 / 7      | 2       |
|                         | Coligação Democrática Unitária | 192    | 1,47 / 100,00   | 0,09  | 0 / 7      | Estável |
| Votos Inválidos         | Votos Inválidos                | 740    | 5,65 / 100,00   | 1,62  |            |         |
| Total                   | Total                          | 13 098 | 100,00 / 100,00 |       | 7 / 7      |         |
| Eleitorado/Participação | Eleitorado/Participação        | 21 074 | 62,15 / 100,00  | 1,11  |            |         |

### Vila Pouca de Aguiar
| Partido                 | Partido                        | Votos  | %               | +/-  | Vereadores | +/-     |
| ----------------------- | ------------------------------ | ------ | --------------- | ---- | ---------- | ------- |
|                         | Partido Social Democrata       | 4 152  | 47,67 / 100,00  | 7,56 | 4 / 7      | 1       |
|                         | Partido Socialista             | 2 071  | 23,78 / 100,00  | 0,74 | 2 / 7      | Estável |
|                         | Centro Democrático Social      | 1 621  | 18,61 / 100,00  | 9,36 | 1 / 7      | 1       |
|                         | Coligação Democrática Unitária | 457    | 5,25 / 100,00   | 0,02 | 0 / 7      | Estável |
| Votos Inválidos         | Votos Inválidos                | 409    | 4,70 / 100,00   | 0,77 |            |         |
| Total                   | Total                          | 8 710  | 100,00 / 100,00 |      | 7 / 7      |         |
| Eleitorado/Participação | Eleitorado/Participação        | 15 445 | 56,39 / 100,00  | 1,48 |            |         |

### Vila Real
| Partido                 | Partido                        | Votos  | %               | +/-   | Vereadores | +/-     |
| ----------------------- | ------------------------------ | ------ | --------------- | ----- | ---------- | ------- |
|                         | Partido Social Democrata       | 11 459 | 42,96 / 100,00  | 11,65 | 3 / 7      | 2       |
|                         | Partido Socialista             | 6 645  | 24,91 / 100,00  | 3,43  | 2 / 7      | Estável |
|                         | Centro Democrático Social      | 6 207  | 23,27 / 100,00  | -     | 2 / 7      | -       |
|                         | Coligação Democrática Unitária | 1 309  | 4,91 / 100,00   | 2,08  | 0 / 7      | Estável |
| Votos Inválidos         | Votos Inválidos                | 1 053  | 3,94 / 100,00   | 0,84  |            |         |
| Total                   | Total                          | 26 673 | 100,00 / 100,00 |       | 7 / 7      |         |
| Eleitorado/Participação | Eleitorado/Participação        | 38 507 | 69,27 / 100,00  | 1,80  |            |         |